# Louis Fleury
Louis Fleury (24. maj 1878 i Lyon – 11. juni 1926 i Paris) var en fransk fløjtenist, elev af Paul Taffanel ved Conservatoire de Paris. Claude Debussy dedicerede sit stykke for solofløjte Syrinx til ham. Fleury var en pioner i genopdagelsen af mange glemte fløjtekompositioner fra barokken og bestilte mange nye stykker hos komponister. Han var medlem af Société Moderne des Instruments à Vent.